# Bresso
Bresso ist eine Gemeinde mit 26.282 Einwohnern (Stand 31. Dezember 2023) in der italienischen Metropolitanstadt Mailand, in der Region Lombardei.
Nachbarorte sind Cinisello Balsamo, Cusano Milanino, Sesto San Giovanni, Cormano und Mailand.
Bei Bresso befindet sich der von der Allgemeinen Luftfahrt genutzte Flugplatz Mailand-Bresso. Der Aeroclub Mailand hat hier seinen Sitz. In der Vergangenheit wurde der Flugplatz auch militärisch genutzt.
Bresso war zwischen 1868 und 1884 Ortsteil der Gemeinde Affori.

## Bevölkerungsentwicklung
Bresso zählt 11.524 Privathaushalte. Zwischen 1991 und 2001 fiel die Einwohnerzahl von 30.119 auf 27.132. Dies entspricht einer prozentualen Abnahme von 9,9 %.